# Gymnosoma ventricosum
Gymnosoma ventricosum är en tvåvingeart som först beskrevs av de Meijere 1917.  Gymnosoma ventricosum ingår i släktet Gymnosoma och familjen parasitflugor. Inga underarter finns listade i Catalogue of Life.